# Канкрин, Валериан Егорович
Граф Валериан Егорович Канкрин (23 июля 1820 года — 29 ноября 1861 года) — генерал-майор, флигель-адъютант, командир Кинбурнского драгунского полка, генерал-кригскомиссар Военного министерства.

## Биография
Происходил из русского графского рода Канкриных. Он был сыном писателя и государственного деятеля, генерала от инфантерии, министра финансов Егора Францевича Канкрина, внуком учёного техника Франца Людвига Канкрина. По материнской линии приходился внуком артиллерийскому офицеру, впоследствии действительному статскому советнику Захару Матвеевичу Муравьеву. Валериан Канкрин также был племянником полковника, командира Ахтырского гусарского полка, декабриста Артамона Захаровича Муравьёва, двоюродным дедушкой вице-адмирала Александра Георгиевича Канкрина.
С детства Валериан Канкрин воспитывался в Пажеском корпусе. 10 августа 1838 года он поступил на службу прапорщиком в лейб-гвардии Измайловский полк. В 1840 году принимал участие в экспедиции против горцев в составе Куринского егерского полка, после которой был награждён орденом святой Анны IV степени.
16 апреля 1841 года получил звание флигель-адъютанта и после строевого образования был направлен в 1844 году на Кавказ. 31 июля 1849 года отличился в венгерской кампании. 13 декабря 1851 года был назначен командиром Кинбурнского драгунского полка, в составе которого участвовал в Восточной войне.

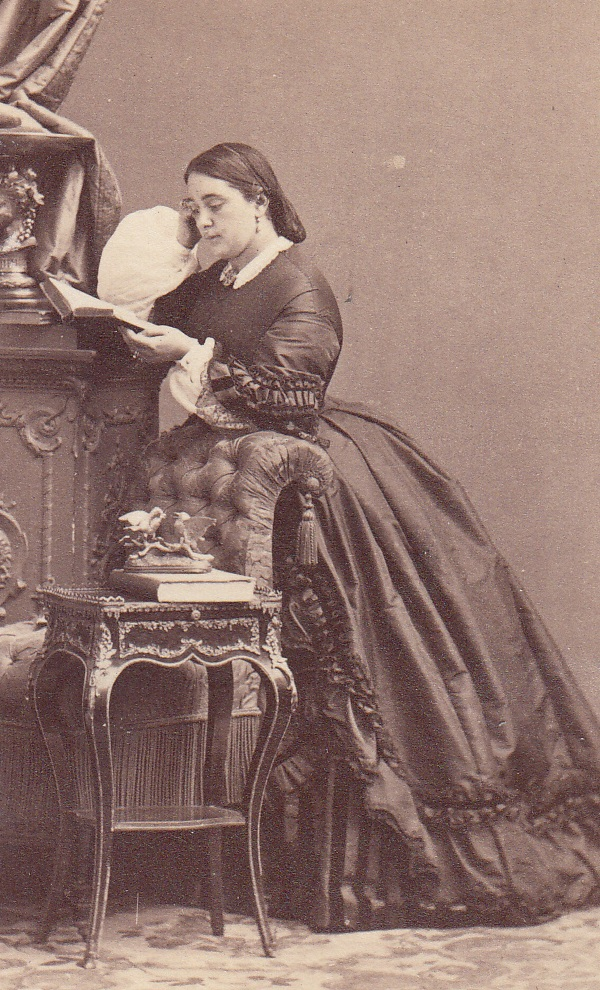
Ольга Александровна Канкрина, жена

26 августа 1856 года был произведён в генерал-майоры и назначен в свиту Его Величества. 9 октября 1858 года был назначен управляющим провиантского департамента. 12 апреля 1859 года был назначен на должность генерал-кригскомиссара Военного министерства. Вспоминая об этом назначении, Дмитрий Алексеевич Милютин писал:
Канкрин был сын нашего знаменитого министра финансов, этим только и можно объяснить выбор его на должность «генерал-кригскомиссара». Он отличался чрезвычайною тучностью, славился как bon vivant и ничем не проявлял своих административных способностей. Комиссариатский  департамент был самый расстроенный во всем министерстве и более других озабочивал генерала Сухозенета, который журил и пилил Канкрина; но совершенно тщетно, так как граф Канкрин, ни сам генерал Сухозанет не были в силах привести в порядок запутанные дела обширной комиссариатской части.
 Скончался в ноябре 1861 года в Париже после тяжелой болезни и похоронен на Смоленском евангелическом кладбище в Петербурге.
Жена (с 8 июля 1853 года) — баронесса Ольга Александровна Сталь фон Гольштейн (1836—1889), дочь полковника лейб-гвардии Гродненского гусарского полка барона Александра Карловича Стааль фон Гольштейна (1802—1893) от брака с известной красавицей Софьей Николаевной Шатиловой (15.03.1814—1893). В браке имели двух сыновей, Александра и Николая (08.09.1857—1908; крестник Александра II и тётки графини Ламберт), и дочерей — Александру (14.09.1856—1934; крестница Александра II и императрицы Александры Фёдоровны; в первом браке за графом Матвеем Ивановичем Толстым (1850—1875), во втором — за англичанином Филипом Стэнхоупом) и Софья (1859—25.02.1861; умерла от воспаления дыхательных путей).

## Награды
- Орден Святой Анны 4-й степени (1841);
- Орден Святой Анны 3-й степени с бантом (1844);
- Орден Святой Анны 2-й степени (1849);
- Императорская корона к ордену св. Анны 2-й степени (1852);
- Золотая сабля «За храбрость» (15.05.1855) за отличие в бою возле Селен-Сака;
- Знак отличия за XV лет беспорочной службы (1856);
- Орден Святого Владимира 3-й степени (1859);
- Орден Святой Анны 1-й степени с мечами (1860);

Иностранные:
- Австрийский Орден Леопольда, командорский крест (1850)

## Источник
- С. Н. П. Канкрин, Валериан Егорович // Русский биографический словарь : в 25 томах. — СПб.—М., 1896—1918.